# Uczelnie w Belgii
Uczelnie w Belgii
W Belgii, konstytucja przyznaje prawo do wyższej edukacji dla każdej społeczności zamieszkującej kraj, czyli społeczność francuską i flamandzką. Posiadając dwie władze oświatowe, dwa obowiązujące programy nauczania i dwa modele kształcenia, każda uczelnia ma prawo do wydania dyplomów ukończenia szkoły honorowane w całym kraju. Poniżej znajduje się lista instytutów podzielona na poszczególne społeczności.

## Uczelnie we flamandzkim systemie oświatowym
Lista wszystkich uniwersytetów, koledżów i instytutów naukowych refundowanych przez flamandzki rząd znajdujących się w rejestrze Higher Education in Flanders Register.

## Uniwersytety
Uniwersytety w Belgii posiadają autonomię instytucjonalną, naukowo-dydaktyczną oraz finansową. Za elementy autonomii finansowej należy uznać: zobowiązanie władz publicznych do zapewnienia uczelniom publicznym środków finansowych niezbędnych do wykonywania ich zadań, prawo prowadzenia działalności gospodarczej niezależnie od działalności edukacyjnej i naukowej, prawo przenoszenia niewykorzystanych środków publicznych na kolejny rok oraz prawo do zbywania aktywów. Autonomia uniwersytetów nie jest gwarantowana przez Konstytucję, która stanowi jedynie, iż „nauczanie jest swobodne”.
Pięć flamandzkich uniwersytetów o stopniach naukowych licencjackich, magisterskich i doktorskich:
- Uniwersytet w Antwerpii Antwerpia
- Wolny Uniwersytet w Brukseli, Bruksela
- Uniwersytet w Gandawie, Gandawa
- Uniwersytet w Hasselt, Hasselt
- Katolicki Uniwersytet w Lowanium, Leuven

W wyniku międzynarodowego traktatu pomiędzy Holandią a Flandrią, współpraca pomiędzy Uniwersytetem Hasselt (Flandria) i Uniwersytetem Maastricht (Holandia) jest znany jako:
- Międzynarodowy Uniwersytet w Limburgii
- Hogeschool-Universiteit Brussel (Bruksela) – uniwersytet nie posiada akredytacji studiów doktoranckich

## College
College wyższego szkolnictwa zawodowego ukształtowane na wzór uniwersytecki, oferujące edukacje na poziomie licencjackim i magisterskim:
- Hogere Zeevaartschool, Antwerpia
- Hogeschool Antwerpen, Antwerpia
- Karel de Grote-Hogeschool – Katholieke Hogeschool Antwerpen, Antwerpia
- Lessius Hogeschool, Antwerpia
- Plantijn-Hogeschool van de Provincie Antwerpen, Antwerpia
- Katholieke Hogeschool Brugge-Oostende, Brugia-Ostenda
- EHSAL, Europese Hogeschool Brussel, Bruksela
- Erasmushogeschool Brussel, Bruksela
- Hogeschool Sint-Lukas Brussel, Bruksela
- Hogeschool voor Wetenschap en Kunst, Bruksela
- Katholieke Hogeschool Kempen, Geel
- Arteveldehogeschool, Gandawa
- Hogeschool Gent, Gandawa
- Katholieke Hogeschool Sint-Lieven, Gandawa
- Katholieke Hogeschool Limburg, Hasselt
- Provinciale Hogeschool Limburg, Hasselt
- XIOS Hogeschool Limburg, Hasselt
- Hogeschool West-Vlaanderen, Kortrijk-Brugia-Ostenda
- Katholieke Hogeschool Zuid-West-Vlaanderen, Kortrijk
- Groep T-Leuven Hogeschool, Leuven
- Katholieke Hogeschool Leuven, Leuven
- Katholieke Hogeschool Mechelen, Mechelen

## Instytuty wyższej edukacji
- Flanders Business Schools, Antwerpia
- Instituut voor Tropische Geneeskunde, Antwerpia
- Kolegium Europejskie, Brugia
- Faculteit voor Protestantse Godgeleerdheid Brussel, Bruksela
- Vesalius College, Bruksela
- Evangelische Theologische Faculteit, Heverlee
- Vlerick Leuven Gent Management School, Leuven-Gandawa
- Continental Theological Seminary, Sint-Pieters-Leeuw

## Uczelnie we francuskiej społeczności
We francuskim systemie oświatowym wyższej edukacji wyróżnia się uniwersytety, college, college o profilu humanistycznym i instytuty architektury. Lista wszystkich instytutów jest zamieszczona w spisie Annuaire de l’enseignement supérieur.

### Uniwersytety
- Université Libre de Bruxelles, Bruksela
- Université de Liège, Liège
- Université Catholique de Louvain, Louvain-la-Neuve
  - Facultés Universitaires Saint-Louis, Bruksela
  - Facultés Universitaires Catholiques de Mons, Mons
  - Facultés universitaires Notre-Dame de la Paix, Namur

Te trzy uniwersytety wspólnie tworzą Université Catholique de Louvain
- Faculté Universitaire des Sciences Agronomiques de Gembloux, Gembloux
- Faculté Polytechnique de Mons, Mons
- Université de Mons-Hainaut, Mons

### College
- Haute Ecole Francisco Ferrer de la Ville de Bruxelles
- Haute Ecole Galilee
- Haute Ecole de la Communaute Francaise Paul-Henri Spaak
- Haute Ecole Lucia de Brouckere
- Haute ecole „groupe I.C.H.E.C. – I.S.C. Saint-Louis – I.S.F.S.C.”
- Haute Ecole de Bruxelles
- Haute ecole libre de bruxelles ilya prigogine – H.E.L.B.
- Haute Ecole Leonard de Vinci
- Haute Ecole E.P.H.E.C
- Haute Ecole de la Ville de Liège
- Haute Ecole Mosane D’enseignement Superieur – Hemes
- Haute Ecole I.S.E.L.L.
- Haute Ecole Charlemagne
- Haute Ecole de la Province de Liège Andre Vesale
- Haute Ecole de la Province de Liège Rennequin Sualem
- Haute Ecole de la Province de Liège Leon-Eli Troclet
- Haute Ecole d’Enseignement Superieur de Namur – I.E.S.N.
- Haute Ecole de la Province de Namur
- Haute Ecole Albert Jacquard
- Haute Ecole Namuroise Catholique – H.E.N.A.C.
- Haute Ecole Provinciale de Charleroi – Universite du Travail
- Haute Ecole Catholique Charleroi – Europe
- Haute Ecole de la Communaute Francaise du Luxembourg Schuman
- Haute Ecole Provinciale Mons – Borinage – Centre
- Haute Ecole Roi Baudouin
- Haute Ecole de la Communaute Francaise du Hainaut
- Haute Ecole Libre du Hainaut Occidental – H.E.L.H.O.
- Haute Ecole Provinciale du Hainaut Occidental – H.E.P.H.O.

### College o profilu humanistycznym
- Institut National Superieur des Arts du Spectacle et Techniques de Diffusion
- Academie Royale des Beaux-Arts de Bruxelles
- Ecole Nationale Superieure des Arts Visuels de la Cambre
- Conservatoire Royal de Musique de Bruxelles
- Institut Saint-Luc
- Institut Superieur Libre des Arts Plastiques Ecole de Recherche Graphique – E.R.G.
- Ecole Superieure des Arts du Cirque
- Etablissement Communal d'Enseignement Superieur Artistique "le 75"
- Institut des Arts de Diffusion
- Ecole Superieure des Arts de la Ville de Liège
- Conservatoire Royal de Musique de Liège
- Ecole Superieure des Arts Saint-Luc
- Institut Superieur de Musique Et de Pedagogie – I.M.E.P.
- Conservatoire Royal de Musique de Mons
- Ecole Superieure des Arts Plastiques Et Visuels de la Communaute Francaise – Carre des Arts
- Academie des Beaux-Arts de la Ville de Tournai
- Ecole Superieure des Arts Institut Saint-Luc

### Instytucje architektury
- Institut Supérieur d’Architecture Intercommunal – I.S.A.I.
- Institut Supérieur d’Architecture de la Communaute Francaise I.S.A. – La Cambre
- Institut Supérieur d'Architecture Saint-Luc Bruxelles
- Institut Supérieur d'Architecture Saint-Luc Wallonie